# Chahār Afrā
Chahār Afrā (persiska: چهار افرا) är en ort i Iran.   Den ligger i provinsen Mazandaran, i den norra delen av landet, 130 km nordost om huvudstaden Teheran. Antalet invånare är 326.
Terrängen runt Chahār Afrā är platt, och sluttar norrut. Runt Chahār Afrā är det ganska tätbefolkat, med 155 invånare per kvadratkilometer. Närmaste större samhälle är Āmol, 16,3 km söder om Chahār Afrā. Trakten runt Chahār Afrā består till största delen av jordbruksmark.